# John Textor
John Charles Textor ( Kirksville, 30 de septiembre de 1965 ) es un empresario estadounidense. Es conocido por su trabajo en la industria del entretenimiento, especialmente en tecnologías de efectos visuales. Textor fue el director ejecutivo de Digital Domain, una empresa de efectos visuales y animación digital, de 2006 a 2012. Durante su paso por Digital Domain, la compañía produjo efectos visuales para películas como "El curioso caso de Benjamin Button" (ganadora del premio de efectos visuales en los Oscar 2009)  y "Transformers: La venganza de los caídos". Actualmente es propietario de Eagle Football Holdings, un conglomerado de clubes de todo el mundo que tiene participaciones mayoritarias en Botafogo,  Olympique Lyonnais, RWD Molenbeek y una participación minoritaria en Crystal Palace .

## Primeros años de vida
A los 12 años, Textor era skater e incluso compitió con Rodney Mullen, uno de los profesionales de este campo más conocidos en el mundo. Ganó algunos premios locales en California . En los años 80, sin embargo, debido a una lesión, abandonó su carrera y empezó a estudiar. Años más tarde compró Los Sims, que antes de abandonar su carrera pertenecía a este club deportivo. La organización atravesó una crisis financiera y se convirtió en una marca de productos para patinadores. 
Es el presidente ejecutivo retirado y director ejecutivo de fuboTV Inc. (originalmente conocido como Facebank Group, Inc.), una empresa líder en transmisión OTT centrada en deportes. Destacado por Forbes en 2016 como 'Gurú de la realidad virtual de Hollywood',  su empresa es un pionero y desarrollador mundialmente reconocido de tecnologías disruptivas, contenido creativo y modelos comerciales de distribución digital para medios, entretenimiento e Internet. 

## Carrera empresarial

### Propiedad de equipos deportivos profesionales
Después de haber experimentado los altibajos de las empresas estadounidenses, Textor ahora parece decidido a experimentar la montaña rusa del fútbol europeo.  En agosto de 2021, compró una participación minoritaria sustancial en Crystal Palace Football Club por £ 87,5 millones, uniéndose a Steve Parish, Josh Harris y David Blitzer como copropietarios.               
Meses antes, Textor llegó a un acuerdo para comprar el 25% del capital social de SAD al SL Benfica,  sociedad cotizada en bolsa considerada el duodécimo club de fútbol más grande del mundo.      Si esto se concreta, se convertiría en el mayor accionista individual del Textor Benfica, además del propio SL Benfica Clube, que aún posee el 64% de su filial cotizada en la bolsa de valores del fútbol. Antes de centrar su atención en Benfica y Crystal Palace, el empresario estuvo vinculado a gestiones para adquirir Brentford, Watford y Newcastle .   El contrato de Textor para adquirir la gran participación del Benfica se vio al menos retrasado por la detención del presidente Luís Filipe Vieira, por cargos no relacionados, lo que sumió en la confusión a la dirección del club.   
Textor lleva mucho tiempo involucrado en el fútbol, tanto a nivel profesional como filántropo . Como presidente, director ejecutivo y mayor accionista de Facebank Group, adquirió fuboTV, un servicio de transmisión de televisión centrado en deportes que se lanzó originalmente con un enfoque casi exclusivo en la transmisión de partidos de fútbol a nivel mundial.     Textor no es nuevo en el fútbol portugués, ya que fuboTV es conocido entre los amantes del fútbol europeo y sudamericano y cuenta con un paquete de televisión portuguesa, Portuguese Plus, y ofrece precisamente Benfica TV, además de RTP Internacional, RTP3 y RTP Azores. 
Quizás no sea una coincidencia que Jacob Montes, un mediocampista estadounidense que en 2021 firmó con Crystal Palace por un año,  pronto fuera cedido para jugar en el Waasland-Beveren en Bélgica . Montes es un producto de la academia juvenil FC Florida Preparatory Academy, una academia juvenil creada por Textor hace más de 20 años, y Waasland-Beveren es propiedad de David Blitzer, uno de los principales accionistas de Crystal Palace.  
En abril de 2020, Textor completó la adquisición de fuboTV Media,                a través de una llamada de zoom,  en el contexto de la desafiante y rápida evolución de la pandemia de COVID-19 . La combinación de la empresa de entretenimiento virtual de Textor con la empresa de streaming de rápido crecimiento FuboTV dio como resultado una de las OPI más exitosas de 2020  y, en menos de dos años, ha crecido hasta alcanzar una capitalización de mercado que cotiza en la Bolsa de Nueva York de más de 6 dólares. mil millones. 
En la primavera de 2020, Textor dimitió como presidente ejecutivo de fuboTV sin dejar de ser miembro de la junta directiva. En el momento de su dimisión de fuboTV y tras la finalización de la oferta pública inicial de la empresa en la Bolsa de Valores de Nueva York, Textor seguía siendo el mayor accionista de fuboTV.  
FuboTV creció rápidamente en valor como empresa que cotiza en bolsa, pasando del mercado extrabursátil a la Bolsa de Valores de Nueva York y al índice Russell 3000 en solo nueve meses. 
A principios de la década de 2000, Textor tomó el control de BabyUniverse.com,  una tienda en línea insolvente de productos relacionados con bebés. Luego, BabyUniverse experimentó un aumento en sus ingresos de 1 millón de dólares a 40 millones, lo que resultó en la venta de BabyUniverse en octubre de 2007 en una transacción de fusión inversa e intercambio de control con eToys.com, una conocida empresa de comercio electrónico, controlada por DE. Shaw. Textor renunció como director ejecutivo en el momento de la fusión, y las acciones de BabyUniverse cotizaban a un máximo histórico de 12 dólares por acción, habiéndose casi triplicado desde su mínimo en febrero del mismo año.  Más tarde se convirtió en presidente de eToys.

### Acciones en el deporte

#### Tablas de snowboard de los Sims
Textor se desempeñó como presidente y propietario principal de Sims Snowboards, la segunda marca de snowboard más importante del mundo, después de haber adquirido Sims en 1996. 

### Botafogo Fútbol y Regatas
El 24 de diciembre de 2021, llegó a un acuerdo para convertirse en el accionista mayoritario del Botafogo de Futebol e Regatas, adquiriendo el 90% de las acciones del club por alrededor de £52 millones. 

## Controversias

### Acusación de amaño de partido en el Campeonato Brasileño de Fútbol 2023
Desde 2023, después de que el Botafogo no lograra mantener su liderazgo y viera al Palmeiras superarlo en la clasificación del Campeonato Brasileño en las últimas rondas, John Textor ha hecho numerosas acusaciones en la prensa de que el campeonato ha sufrido manipulaciones de resultados y errores arbitrales, por lo que su equipo habría resultado perjudicado; Para dar mayor veracidad a sus declaraciones, Textor acabó contratando una empresa francesa, especializada en análisis y arbitraje de juegos, para verificar los partidos del Campeonato.  En las denuncias también acusó a los árbitros de fútbol de no recibir los sobornos acordados. John fue entonces denunciado por el Tribunal Superior de Justicia Deportiva por litigio de mala fe y acusación falsa de un delito, y el juicio estaba previsto para el 15 de abril de 2024. A Textor se le había dado un plazo para entregar las supuestas denuncias a los magistrados, pero no las cumplió.  Horas después de la decisión del STJD, Textor entregó las supuestas pruebas a la Policía Municipal ubicada en Benfica, en Río de Janeiro, porque, según el empresario, el tribunal deportivo no tenía competencia para investigar ese proceso.  Sin embargo, senadores integrantes del CPI sobre Manipulación de Resultados, realizado en 2023, solicitaron a la Policía Federal interrogarlo y presentar dichas pruebas. 
El 22 de abril de 2024, Textor afirmó durante la reunión del CPI del Senado que "la manipulación de resultados [en el fútbol] es una realidad". 
El 24 de abril de 2024, después de que Textor fuera escuchado y entregara lo que él dice eran pruebas de manipulación en el Campeonato Brasileño de 2023 en la reunión secreta del CPI de fútbol en el Senado, el senador Jorge Kajuru dice que algunas imágenes mostradas por Textor son preocupantes.  El senador Carlos Portinho afirma que hay "pruebas muy contundentes" en el material presentado por Textor, suficientes para que la CBF abra una investigación ante el Ministerio Público y la Policía Federal.  Posteriormente, los árbitros Raphael Claus, Daiane Carolina Muniz dos Santos y el ex árbitro Glauber do Amaral Cunha, este último grabado supuestamente cobrando sobornos mientras actuaba como juez, fueron invitados a declarar en el CPI. Junto a Wilson Luiz Seneme, jefe de la comisión de arbitraje y Hélio Santos Menezes Junior, director de gobernanza y cumplimiento de la CBF 
El mismo día, 24 de abril de 2024, la Asociación Nacional de Árbitros de Fútbol (Anaf) criticó duramente a la CBF, alegó el descontento entre los árbitros y solicitó la suspensión del Campeonato Brasileño de 2024.